# Тиршнек
Тиршнек (нем. Thierschneck) — община в Германии, в земле Тюрингия. 
Входит в состав района Заале-Хольцланд. Подчиняется управлению Дорнбург-Камбург.  Население составляет 112 человек (на 31 декабря 2010 года). Занимает площадь 2,74 км².